# Bogaraš (okręg północnobanacki)
Bogaraš  (cyr. Богараш) – wieś w Serbii, w Wojwodinie, w okręgu północnobanackim, w gminie Senta. W 2011 roku liczyła 568 mieszkańców.